# Pararhadinorhynchus coorongensis
Pararhadinorhynchus coorongensis är en hakmaskart som beskrevs av Edmonds 1973. Pararhadinorhynchus coorongensis ingår i släktet Pararhadinorhynchus och familjen Diplosentidae. Inga underarter finns listade i Catalogue of Life.